# Palazzo Gessi
Palazzo Gessi è un palazzo di Faenza della fine del Settecento, situato in corso Mazzini all'angolo con via Zanelli.

## Architettura
Il palazzo venne eretto su progetto dell'architetto faentino Giuseppe Pistocchi, aretefice delle più alte opere d'arte architettoniche neoclassiche faentine.
La soluzione finale della facciata, che è caratterizzata dal lieve aggetto della parte centrale ed è tra più rilevanti architetture del Corso, è stata molto probabilmente imposta dal gusto del committente.
Il piano terra della facciata è decorato da un bugnato liscio e continuo che incorpora le finestre incorniciate e il portone.
Il piano nobile, scandito nella parte centrale da sei lesene i cui capitelli sono una estrosa simbiosi di cornucopie e capitelli corinzi, è caratterizzato dalle finestre inquadrate da timpani alternati curvilinei e triangolari sorretti da semicolonne ioniche.
La porta finestra centrale, sormontata da un imponente trofeo reggistemma di Antonio Trentanove, autore anche di una statua raffigurante Ercole trionfante sull'Idra di Lerna posta sullo scalone, si affaccia sul balcone sorretto da teste di leone.
Nel secondo dopoguerra, a seguito degli interventi di dismissione del palazzo, che portarono alla demolizione delle ali del palazzo, con la perdita degli interventi di Pietro Tomba e dei decori di Romolo ed Antonio Liverani, vennero tolti il portone in legno e la raffinata cancellata in ferro battuto sormontata dalla corona gentilizia, venne demolito il cortile interno e il fondale dello stesso, vennero incisi con aperture moderne i fianchi esterni e interni del palazzo e, nel contempo, chiusi tutti gli archi e le finestre del prospetto posteriore del palazzo.
Al piano nobile gli affreschi di Felice Giani nel 1971 furono in parte staccati e solo di recente sono stati in parte ricollocati, mentre alcuni pannelli di Antonio Trentanove, staccati dai muri e depositati in una stanza a piano terra furono sottratti poco dopo.

## Storia
Il fastoso ed imponente palazzo dei nobilissimi Conti Gessi fu costruito nel 1786 in occasione delle nozze tra il Conte Tommaso Gessi e la nobile Giuditta Bertoni.
Nel 1813, in occasione delle nozze tra il Conte Antonio Gessi e la Marchesa bolognese Laura Amorini Bolognini, fu completata la decorazione delle sale del primo piano da Felice Giani che creò uno dei suoi capolavori nelle due scene parietali dalla sala del balcone. Nel maggio del 1814 fu ospitato il Papa Pio VII, di ritorno dall'esilio. 
Nel 1815 fu ospite dei Gessi il sovrano Carlo IV di Spagna con la famiglia reale.
Nel 1840 intervenne Pietro Tomba che, nell'ala laterale del palazzo prospiciente via Zanelli, creò un mirabile gabinetto ellittico, decorato da Antonio Liverani, con una lunetta che ritraeva una veduta del lago di Villa Gessi a Sarna dipinta nel 1843 dal fratello Romolo Liverani. Per i conti Gessi Romolo Liverani realizzò negli stessi anni anche un teatrino per marionette completo di boccascena e corredo scenico, dipinto a tempera parte su carta e parte su tela.
Nelle sale del piano terra il conte Baldassarre Gessi, naturalista, aveva allestito, in una sorta di piccolo museo, le sue collezioni di minerali e di chiocciole, alcune delle quali orientali.
Antonietta Gessi, figlia del Conte Tommaso Gessi, fu l'ultima di sua famiglia ad abitare il palazzo, vi morì nel 1946.
Disastrosa fu la vendita, avvenuta tra il 1962 e il 1963, da parte degli eredi dei Gessi, ad una società immobiliare che voleva la demolizione completa di tutto l'isolato del palazzo per speculare sulla cubatura residenziale.
La Sezione faentina di Italia Nostra ed in particolare l'architetto Ennio Golfieri impedirono l'abbattimento totale, costringendo un ridimensionamento del progetto.

## Famiglia
La tradizione storica vuole la nobile famiglia Gessi di provenienza romana, poi trasferitasi a Faenza nel sec. XIV. Dall'attività estrattiva del gesso, da essa eseguita nella cave della valle del Lamone, avrebbe avuto origine il cognome.
La famiglia acquistò nei secoli prestigio, tanto che ad un Gessi, nel 1725, il penultimo duca di Parma, Francesco Farnese, concesse il titolo comitale. 
Nel 1745 Baldassarre senior, figlio di Domenico, si arruolò volontario nel reggimento Colloredo, facente parte dell'esercito austriaco e, promosso capitano, cadde sul campo nel 1758, durante la guerra dei sette anni.
L'ultimo esponente maschio di questa famiglia fu il Senatore Tommaso Gessi (1844-1913), eletto deputato nella XIII e XIV legislatura, nominato senatore nel 1908, fautore del collegamento ferroviario Faenza-Firenze con la Ferrovia Faentina.
La famiglia possedette anche Villa Gessi a Sarna, una villa a Felisio e la villa di San Lazzaro a Imola, eredità dei Conti Troni.

## Altre immagini

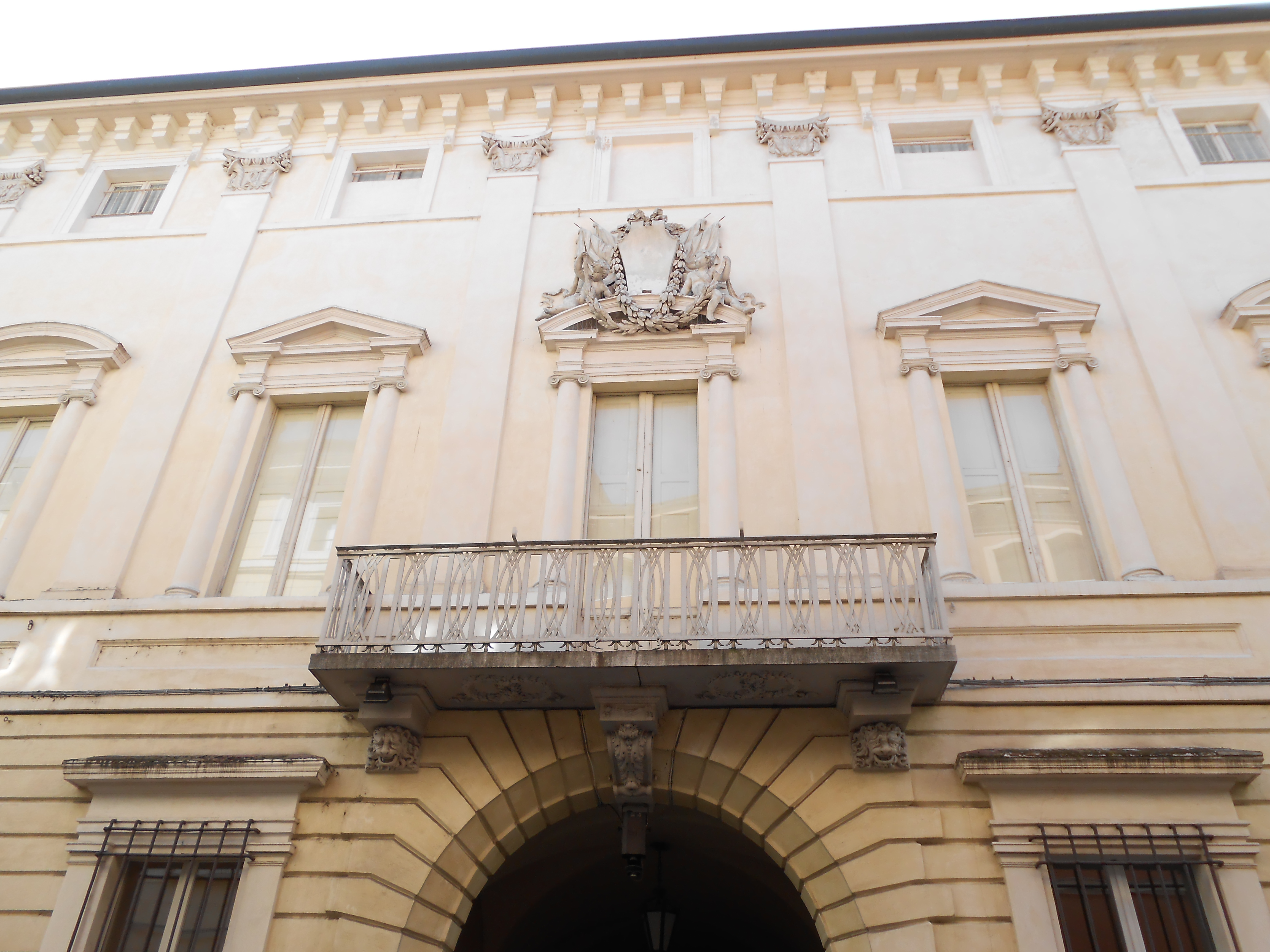
Balcone di Palazzo Gessi
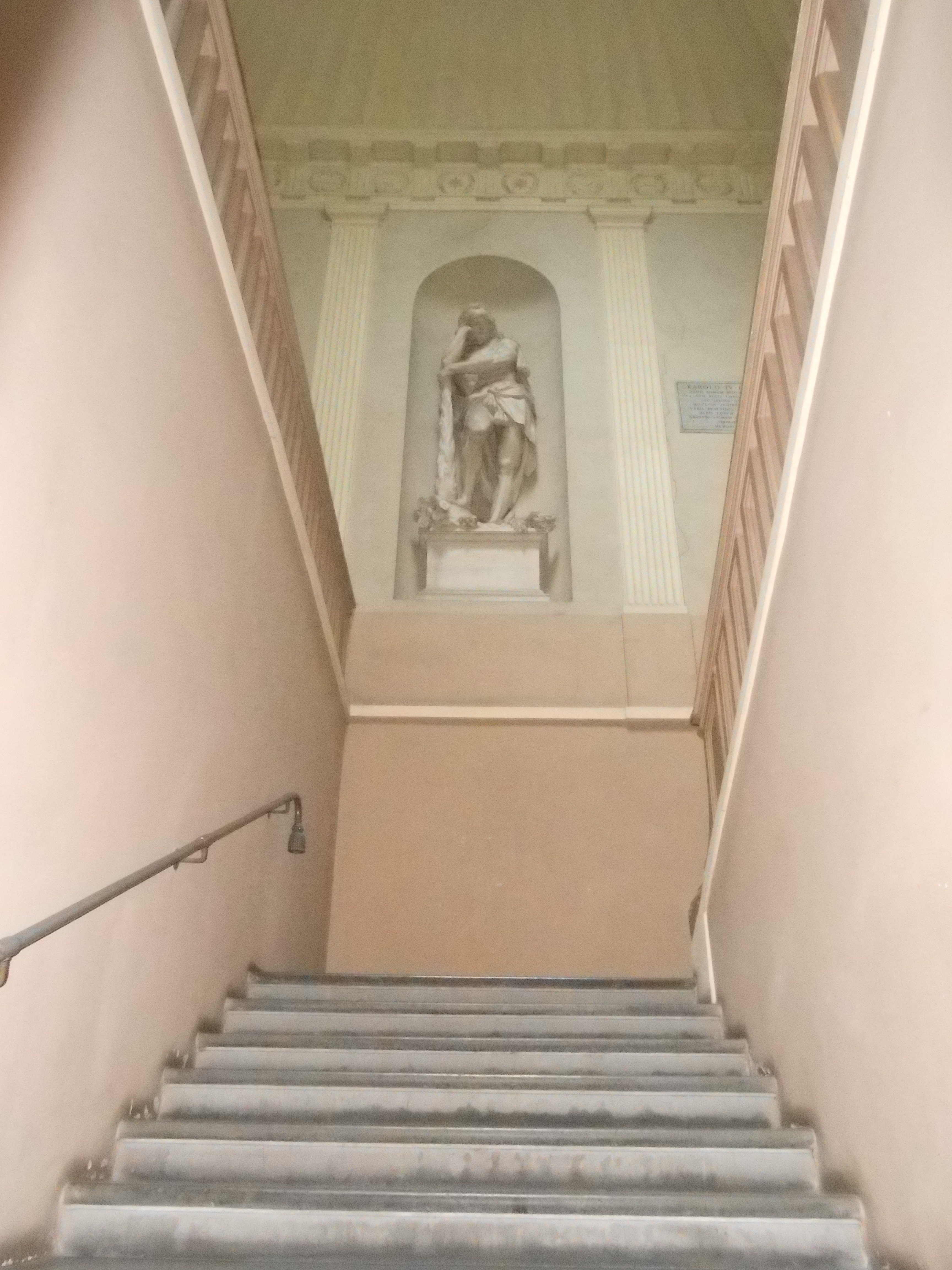
Scalone di Palazzo Gessi